# NGC 7239
NGC 7239 ist eine linsenförmige Galaxie vom Hubble-Typ E-S0 im Sternbild Aquarius auf der Ekliptik. Sie ist schätzungsweise 355 Millionen Lichtjahre von der Milchstraße entfernt.
Das Objekt wurde am 1. Oktober 1864 von Albert Marth entdeckt.